# Vuelo 1611 de Air France
El vuelo 1611 de Air France fue un Sud Aviation SE-210 Caravelle III en ruta desde la isla de Córcega a Niza, Francia, el 11 de septiembre de 1968 cuando se estrelló en el Mar Mediterráneo frente a Niza, matando a las 95 personas a bordo. Según el informe oficial, no hubo supervivientes. El accidente, hasta la fecha, es el que cuenta con mayor número de muertos en accidente aéreo en el Mar Mediterráneo.
Un programa de radio emitido por la BBC Radio 4 el 26 de noviembre de 2007 adelantó la teoría de que el accidente fue el resultado de un ataque con misiles o una bomba, y que la verdadera causa ha sido ocultada por el gobierno francés en virtud de las leyes de secreto.

## Informe oficial del Ministerio de Transporte francés
En diciembre de 1972, la junta de investigación del ministerio de transporte francés publicó su informe oficial. El informe supuso que la pérdida de la aeronave había sido causada por un incendio en el baño de pasajeros causado por un calentador de agua defectuoso o por un cigarrillo desechado en un contenedor de basura. Este rechazó la sugerencia de cualquier ataque con misiles, basando sus conclusiones en el tiempo de supervivencia de la aeronave después del informe inicial del piloto al control de tráfico aéreo de un incendio a bordo, el examen de los restos recuperados del lecho marino, el conocimiento de un incendio accidental similar en otro Sud Aviation Caravelle, y la declaración del Ministerio de Defensa francés de que no había naves de superficie en la zona capaces de lanzar misiles.
Entre los muertos estaba el general francés René Cogny.

## Teoría del misil
El 10 de mayo de 2011, Michel Laty, un ex mecanógrafo del ejército, alegó en el canal de televisión francés TF1 que vio un informe que indicaba que un misil disparado por el ejército francés durante una prueba de armas fue de hecho la causa del desastre.
Un artículo de 2019 en el periódico The Guardian informó que, después del accidente, desaparecieron documentos y fotografías al respecto. La página del 11 de septiembre en el libro de registro de Le Suffren, una fragata de misiles de la Armada francesa en el área, fue arrancada. El registrador de vuelo de la caja negra del avión se dijo que había sido dañado, con la grabación del vuelo AF1611 ilegible, aunque se registraron vuelos anteriores. Los restos recuperados fueron incautados por el ejército francés. Los gendarmes iniciaron una investigación en 2011 y en septiembre de 2019 se desmintió la teoría de que se había iniciado un incendio en un baño. Un familiar de uno de los muertos dijo: "El juez de instrucción ha dicho que está prácticamente seguro, casi al 100%, de que el avión fue alcanzado por un misil. Ahora estamos esperando". El presidente francés, Emmanuel Macron, escribió a la familia de una víctima y dijo que esperaba que el asunto fuera desclasificado y que le había pedido al ministro de las fuerzas armadas que comenzara el proceso de publicación de documentos relacionados con el accidente.